# Route nationale 568
La route nationale 568 (RN 568 o N 568) è una strada nazionale francese che collega la N113 a Martigues.

## Percorso
In origine aveva inizio a Nîmes, raggiungeva a sud-est Arles, dove superava il Rodano, e la collegava a Martigues e Les Pennes-Mirabeau. Il primo troncone ad essere riassegnato (nel 1952 a favore della N113) fu quello da Nîmes a Raphèle-lès-Arles, nel comune di Arles, dove comincia l'attuale statale. Da Bricard (Gignac-la-Nerthe) alla conclusione venne rinominata N368 nel 1972, mentre la nuova N568 sostituì la precedente N568A che giungeva a Marsiglia. La sezione Martigues-Marsiglia fu infine declassata a D568 nel 2006: oggi la N568 termina dove comincia l'A55.